# 加貝內羅斯國家公園
加貝內羅斯國家公園（西班牙語：Parque Nacional de Cabañeros）是西班牙的一個國家公園，位於卡斯提亞-拉曼查雷阿爾城省和托萊多省，在托萊多山脈的範圍之內。加貝內羅斯國家公園成立於1995年。